# Victor Mambor
Victor Mambor is een journalist, die met zijn pen streeft naar een vrij en onafhankelijk Papoea, waar hij geboren en getogen is en woont . Papoea, eerst de Nederlandse kolonie Nieuw Guinea, daarna kortstondig door de VN bestuurd, werd een provincie van Indonesië. Na 2000 werd Papoea verdeeld in twee provincies: Papoea en West-Papoea. Indonesië probeert - volgens Mambor en veel Papoea's - elk (bericht in de media over) streven naar onafhankelijkheid te onderdrukken.
Mambor richtte een dagblad op met de naam Jubi, om stem te geven aan de Papoea-bevolking en omdat hij de waarheid aan het licht wil brengen. Als lid van de Indonesische Raad voor de Journalistiek werkt hij volgens de letter van de wet (die bijvoorbeeld vrijheid van meningsuiting toestaat). Als hoofdredacteur geeft hij leiding aan een team van 22 journalisten. Het blad heeft 6000 lezers en werd in november 2017  dagelijks online bezocht door 80.000 bezoekers. Het wordt in heel Papoea gelezen.
Het onafhankelijkheidsideaal wordt volgens Mambor door de Papoeabevolking breed gedeeld. Zo werd in 2017 nog een petitie die om een tweede referendum vroeg over dit onderwerp door 1,8 miljoen Papoea’s ondertekend. Het eerste, in 1969, is - volgens zeggen - door de Indonesische regering gemanipuleerd . De petitie met de namen van de ondertekenaars werd het land uit gesmokkeld en aan de Verenigde Naties aangeboden.
Ondanks fysiek geweld tegen collega’s en onopgeloste verdwijningen en onverklaarbare sterfgevallen van critici van de Indonesische regering of van mensen die zich hebben uitgesproken voor onafhankelijkheid van Papoea gaat hij door met zijn onpartijdige pennestrijd, ook over mensenrechtenschendingen en corruptie.